# Манн, Марк
Марк Манн (Mark H. (Henderson) Munn) — американский историк, специалист по классической Греции, в особенности по классическим Афинам и их политической и интеллектуальной истории. Доктор философии (1983), профессор Университета штата Пенсильвания, с 2013 года завкафедрой.
Окончил Калифорнийский университет в Сан-Диего (бакалавр, 1974). Степень доктора философии получил в Пенсильванском университете (1983).
Автор книги The School of History: Athens in the Age of Socrates (University of California Press, 2000), высоко отозвался о которой Мартин Оствальд {рецензия}. Также автор книги The Mother of the Gods, Athens, and the Tyranny of Asia: A Study of Sovereignty in Ancient Religion (University of California Press, 2006). Также автор The Defense of Attica: The Dema Wall and the Boiotian War of 378—375 b.c. (California, 1993).